# BPB
BPB (ang. BIOS Parameter Block) – składowa sektora rozruchowego. Zawiera podstawowe informacje na temat struktury systemu plików FAT, HPFS lub NTFS.
Są to informacje typu: rozmiar sektora i klastra, liczba kopii zapasowych FAT, rozmiar katalogu głównego, całkowita liczba sektorów dysku logicznego, liczba sektorów zajętych przez tablicę FAT.